# سرودخوان حرا

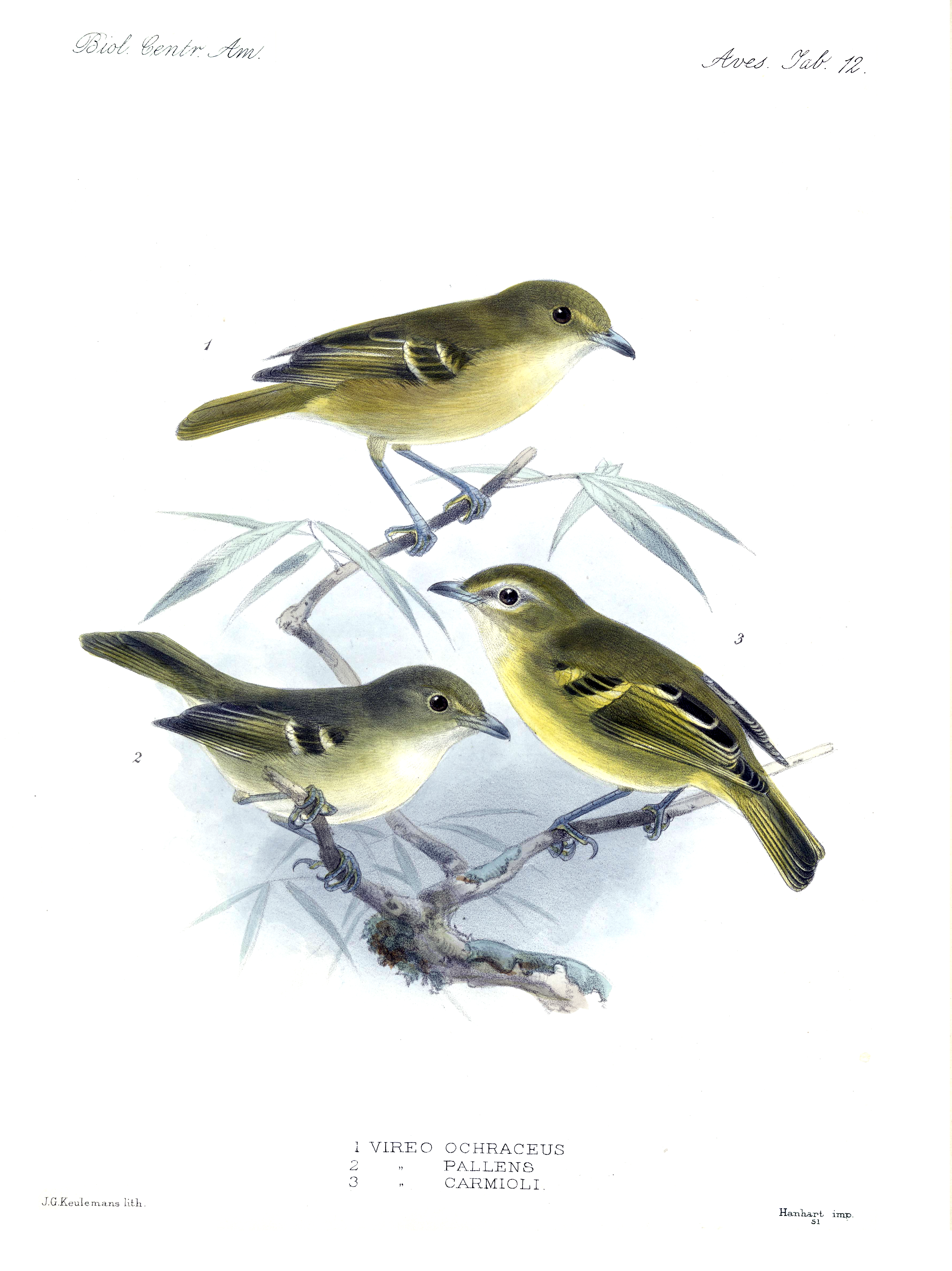
سرودخوان حرا

سرودخوان حرا(نام علمی: Vireo pallens) نام یک گونه از سرده سرودخوان است.